# نيكولاي جورباتشيف
نيكولاي جورباتشيف ‏ (15 مايو 1948 - 9 أبريل 2019 ) مجدف قارب كياكي من الاتحاد السوفيتي.

## الجوائز
- جائزة سيد الرياضة السوفيتي التشريفية  [لغات أخرى]‏

## روابط خارجية
- نيكولاي جورباتشيف على موقع اللجنة الأولمبية الدولية (الإنجليزية)
- نيكولاي جورباتشيف على موقع أوليمبيديا (الإنجليزية)